# Йозеф Валдхард
Йозеф Валдхард (на немски: Josef Waldhart), срещано също като Йозеф Валхард, е дипломат от Австро-Унгария.
Той е заместник-началник на канцеларията на Генералното консулство в Букурещ и заместник на барон фон Едер, след което е вицеконсул, оглавяващ имперската дипломатическа мисия в София по време на Руско-турската освободителна война (1877 – 1878).
През 1868 г. Валдхард разпространява дезинформация срещу българина Костаки Панайот - кмет на Букурещ, че стои начело на Българския революционен комитет, а общинската власт съдейства на четата на Хаджи Димитър и Стефан Караджа да премине Дунав.
След разгрома на Орханийската турска армия през декември 1877 г. и приближаването на руските войски Валдхард се присъединява към акцията на френския и италианския консул Леандър Леге и Вито Позитано за спасяване на София от планираното и заповядано от Сюлейман паша  – палача на Стара Загора, пълно изгаряне на града и неминуемата при това разправа с християнското му население.

## Памет
На името на консула днес е наречена улица „Йозеф Валхард“ (изписвана на латиница: Yozef Valhard) в София до Симеоновско шосе при дипломатическите резиденции в квартал „Витоша“, район Студентски (Карта).